# Випо Бургундский
Ви́по Бургундский, устар. Випо́н (лат. Wippo Presbyter, или Wipo Capellanus Regius, нем. Wigbert von Solothurn; до 1000, Золотурн — после 1046, Баварский Лес) — германский хронист и поэт. Служил капелланом при дворе императора Конрада II, позже — при дворе его сына Генриха III. Топоним «Бургундский» закрепился за Випо традиционно, поскольку тот участвовал в бургундской военной кампании Конрада.

## Биография
Родился не позже 1000-го, возможно, около 995 года в Золотурне, входившем в XI веке в состав Бургундского королевства. Предположительно имел швабские корни и происходил из местной служилой знати. 
По его собственным словам, до 1020 года служил придворным капелланом императора Конрада II, сделавшись затем наставником и исповедником его сына Генриха III. Утверждал также, что лично знал епископа Лозаннского Генриха I (985—1018). Участвовал в походах Конрада в Бургундию (1032—1033) и против лютичей (1035). С 1038 года служил каноником в Золотурне, а с 1045 года подвизался как отшельник в Баварском Лесу, где занялся историческими трудами. Скончался там, вероятно, не ранее 1047 года.

## Сочинения
Главный труд Випо — историческая хроника «Деяния императора Конрада II» (лат. Gesta Chuonradi II imperatoris), охватывающая события 1024—1039 годов. Написанная по заказу германского короля Генриха III, она была представлена ему в 1046 году на его коронации императорской короной. Апологетически трактуя деятельность Конрада II и порой искажая факты, она является ключевым источником о его правлении, невзирая на хронологические ошибки и умолчания. Восхваляя императора, Випо не забывает порой напомнить и о его личных недостатках, но не всегда вникает во внешнеполитические интриги и дипломатические игры.
Анализ текста хроники, написанной грамотной латынью, но в стиле, доступном широкому читателю, выдаёт знакомство её автора со Священным писанием и античными классиками, в частности, Саллюстием, Вергилием, Горацием, Овидием, Персием, Луканом, Стацием, Светонием, Макробием и Сульпицием Севером, но не с творениями Отцов Церкви. По мнению современного исследователя Фолькера Хута, пролог к «Деяниям Конрада» напоминает своим содержанием труды теолога IX века Хельперика Осерского, проживавшего в аббатстве Сен-Жермен д’Осер на северо-западе Бургундии.
Випо также приписывается ряд поэтических сочинений: сборник 100 латинских пословиц и поговорок Proverbia (1028), знаменитая пасхальная секвенция Victimae paschali laudes, элегия на смерть Конрада Qui vocem habet serenam / hanc proferat cantilenam, а также написанный гекзаметрами панегирик Генриху III Tetralogus Heinrici (1041). В последнем Випо, в частности, советует королю сделать основой правления закон и справедливость, а также обязать германскую знать обучать своих сыновей основам юриспруденции, ставя в пример итальянские земли. 
Випо намеревался составить и хронику правления Генриха, наподобие сочинения о его отце, но, вероятно, не успел осуществить свой замысел.
Оригинальные рукописи трудов Випо Бургундского и ранние их списки утрачены были ещё в средние века, и если Proverbia и Tetralogus сохранились в пергаментных манускриптах XII—XIII веков, от «Деяний Конрада» остались лишь отрывки и поздние полные копии, старейшая из которых, относящаяся к XVI веку, хранится в Генеральном архиве Карлсруэ, вторая же, находящаяся в Земельной библиотеке Бадена, и вовсе датируется концом XVII — началом XVIII века.
Впервые сочинения Випо напечатаны были в 1607 году во Франкфурте немецким историком Иоганном Писториусом, включившим их в отредактированный им сборник «Rerum Germanicarum». В 1653 году они были переизданы в том же городе, а в 1726 году — в Регенсбурге. Научная их публикация была подготовлена в 1878 году в Ганновере немецким медиевистом Гарри Бреслау, включившим их в 11-й том «Памятников германской истории» (MGH, серия Scriptores in Folio), и в 1915 году переиздана в том же собрании отдельным томом.

## Издания
- Випон. Жизнь императора Конрада II / Пер. М. Б. Свердлова // Латиноязычные источники по истории Древней Руси. Германия. Вып. I. Середина IX — первая половина XII в. — М. Институт истории АН СССР, 1989. — С. 116—118.
- Випон. Деяния императора Конрада II // Боровков Д.А. Священная Римская империя и Европа. — М. Вече, 2022. — С. 134—212.
- Wiponis Proverbia Tetralogus Heinrici Regis Vita Chuonradi II. Imperatoris, edidit Georgius Heinricus Pertz // Monumenta Germaniae Historica. — Tomus XI. — Hannover, 1878. — pp. 243—275. — (Scriptores in Folio).
- Wiponis opera. Editio tertia, hrsg. von Harry Breslau // Monumenta Germaniae Historica. — Hannover; Leipzig, 1915. — lix, 126 p. — (Scriptores).
- Wipo. Gesta Chuonradi II Imperatoris, hrsg. von Werner Trillmich und Rudolf Buchner // Ausgewählte Quellen zur deutschen Geschichte des Mittelalters. — Band 11. — Darmstadt, 1961. — S. 507—613.